# Pomeroy (Ohio)
Pomeroy è una località degli Stati Uniti d'America, capoluogo della contea di Meigs, nello Stato dell'Ohio.